# Gradski Stadion Velika Gorica
Het Gradski Stadion Velika Gorica is een multifunctioneel stadion in Velika Gorica, een stad in Kroatië.
Het stadion werd geopend in 1987. In dat jaar werd de Universiade, multisportevenement, georganiseerd voor universiteitsstudenten, in Zagreb gehouden. Dit stadion werd gebruikt daarvoor en kon daarna overgaan in een voetbalstadion voor NK Radnik. In het stadion ligt ook een ateltiekbaan om het grasveld heen. Naast het hoofdveld ligt er ook bijveld, dit is kunstgras. Renovaties vonden plaats in 1999 en 2010.
Het stadion wordt vooral gebruikt voor voetbalwedstrijden, de voetbalclub HNK Gorica maakt gebruik van dit stadion. Die club heette eerder NK Radnik en werd in 2009 samengevoegd tot HNK Gorica. Er kunnen ook atletiekwedstrijden worden georganiseerd. In het stadion is plaats voor 5.200 toeschouwers.

## Interlandoverzicht
| Voetbalinterland | Voetbalinterland | Voetbalinterland  | Voetbalinterland | Voetbalinterland  |
| №                | Datum            | Wedstrijd         | Uitslag          | Competitie        |
| ---------------- | ---------------- | ----------------- | ---------------- | ----------------- |
| 1                | 1 juni 2021      | Kroatië – Armenië | 1 – 1            | Vriendschappelijk |

Stadion Aldo Drosina (NK Istra 1961) ·
Gradski Stadion (NK Slaven Belupo) ·
Stadion Rujevica (HNK Rijeka) ·
Stadion Kranjčevićeva (NK Lokomotiva Zagreb) ·
Maksimirstadion (GNK Dinamo Zagreb) ·
Opus Arena (NK Osijek) ·
Stadion Kranjčevićeva (NK Rudeš) ·
Poljudstadion (HNK Hajduk Split) ·
Gradski Stadion (HNK Gorica) ·
Varteksstadion (NK Varaždin)
Stadion BSK (BSK Bijelo Brdo) · 
Cibaliastadion (Cibalia Vinkovci) ·
Stadion Marijan Šuto Mrma (NK Croatia Zmijavci) ·
Stadion NŠC Stjepan Spajić (NK Dubrava) ·
Stadion Hrvatski vitezovi (NK Dugopolje) ·
Ivan Laljak-Ivićstadion (NK Jarun) ·
Stadion Krimeja (HNK Orijent) ·
Stadion sv. Josipa Radnika (NK Sesvete) ·
Stadion Hrvatski vitezovi (NK Solin) ·
Stadion Šubićevac (HNK Šibenik) ·
Stadion u Borovu naselju (HNK Vukovar 1991) ·
Stadion Gradski vrt (NK Zrinski Osječko 1664)